# Gabriela Petrova
Gabriela Petrova (in bulgaro Габриела Петрова?; 29 giugno 1992) è una triplista bulgara.

## Palmarès
| Anno | Manifestazione    | Sede           | Evento       | Risultato | Prestazione | Note                                     |
| ---- | ----------------- | -------------- | ------------ | --------- | ----------- | ---------------------------------------- |
| 2009 | Mondiali allievi  | Bressanone     | Salto triplo | 18ª (q)   | 12,46 m     |                                          |
| 2010 | Mondiali juniores | Moncton        | Salto triplo | 16ª (q)   | 12,74 m     |                                          |
| 2011 | Europei juniores  | Tallinn        | Salto triplo | 5ª        | 13,00 m     |                                          |
| 2013 | Europei under 23  | Tampere        | Salto triplo | Oro       | 13,91 m     | Miglior prestazione personale            |
| 2014 | Europei           | Zurigo         | Salto triplo | 5ª        | 14,13 m     | Miglior prestazione personale            |
| 2015 | Europei indoor    | Praga          | Salto triplo | Argento   | 14,52 m     |                                          |
| 2015 | Mondiali          | Pechino        | Salto triplo | 4ª        | 14,66 m     | Miglior prestazione personale            |
| 2016 | Europei           | Amsterdam      | Salto triplo | 20ª (q)   | 13,46 m     |                                          |
| 2016 | Giochi olimpici   | Rio de Janeiro | Salto triplo | 22ª (q)   | 13,92 m     |                                          |
| 2017 | Mondiali          | Londra         | Salto triplo | 17ª (q)   | 13,90 m     |                                          |
| 2018 | Mondiali indoor   | Birmingham     | Salto triplo | 11ª       | 13,91 m     | Miglior prestazione personale stagionale |
| 2018 | Europei           | Berlino        | Salto triplo | 6ª        | 14,26 m     |                                          |
| 2019 | Mondiali          | Doha           | Salto triplo | 16ª (q)   | 13,98 m     |                                          |
| 2021 | Giochi olimpici   | Tokyo          | Salto triplo | 22ª (q)   | 13,79 m     |                                          |
| 2024 | Europei           | Roma           | Salto triplo | 6ª        | 14,16 m     |                                          |
| 2024 | Giochi olimpici   | Parigi         | Salto triplo | 21ª (q)   | 13,77 m     |                                          |
| 2025 | Europei indoor    | Apeldoorn      | Salto triplo | 7ª        | 13,51 m     |                                          |